# 히카르두 아우베스 페레이라
히카르두 아우베스 페레이라(포르투갈어: Ricardo Alves Pereira, 1988년 8월 8일 ~ )는 히카르지뉴(Ricardinho)로 불리는 브라질의 축구 선수로, 포지션은 공격수이다. 대전 시티즌에서 뛰었으며 K리그 등록명은 히칼딩요였다.